# Pernagera tamarensis
Pernagera tamarensis är en snäckart som först beskrevs av Petterd 1879.  Pernagera tamarensis ingår i släktet Pernagera och familjen Charopidae. Inga underarter finns listade i Catalogue of Life.